# Tourrettia
Genre
Classification phylogénétique
Tourrettia est un genre de plantes à fleurs de la famille des Bignoniacées. C'est le genre type de la tribu des Tourrettieae.
Le genre Tourrettia est nommé en l'honneur du botaniste français Marc Antoine Louis Claret de La Tourrette.

## Espèces
- Tourretia lappacea
- Tourretia scaber
- Tourretia volubilis